# Pariserhjulet (film)
För själva åkattraktionen, se Pariserhjul.
Pariserhjulet är en svensk dramafilm från 1993 regisserad av Clas Lindberg, som även skrev manus.

## Handling
Kickan, Risto och Mårten är på jakt efter det stora klippet. Risto och Mårten är två kåkfarare och tillsammans med förortstjejen Kickan är förutsättningarna att lyckas förverkliga drömmen om ett bättre liv inte särskilt goda.

## Rollista
- Jakob Eklund – Mårten
- Helena Bergström – Kickan
- Claes Malmberg – Risto
- Christer Banck – Raymond
- Peter Hüttner – kommissarie Stark
- Göran Boberg – förmannen
- Åke Lagergren – herr Persén
- Emelie Lagergren – fru Persén
- Lena-Pia Bernhardsson – socialsekreteraren
- Jessica Zandén – fru Lindström
- Basia Frydman – sköterskan
- Kåre Santesson – bonden
- Robert Gustafsson
- Lars Göran Persson
- Regina Lund
- Jan Sjödin
- Lily Bigestans
- Tom Fjordefalk
- Rikard Johansson
- Ana-Yrsa Falenius
- Jon Laprevote
- Sanna Granbeck
- Tore Bojsten – baby
- Amanda Malmberg
- Sebastian Johansson-Micci

## Om filmen
Pariserhjulet var Lindbergs tredje spelfilmsregi efter Räven (1986) och Underjordens hemlighet (1991). Pariserhjulet är en fristående fortsättning på Underjordens hemlighet och inspirationen hämtade Lindberg från sin egen uppväxt i Stockholmsstadsdelen Gröndal.
Filmen producerades av Lennart Dunér för Cinetofon AB, Sveriges Television AB TV2 och Sandrew Film AB. Den fotades av Andra Lasmanis och klipptes sedan samman av Lindberg. Musiken komponerades av Thomas Lindahl.
I januari 1993 utbröt en filmstrejk som gjorde att inspelningen tillfälligt fick avbrytas. Detta uppmärksammades med inslag i nyhetsprogrammen Aktuellt och Rapport och filmen fick med detta extra publicitet. Filmen marknadsfördes med de tre huvudrollsinnehavarna Jakob Eklund, Helena Bergström och Claes Malmberg som affischnamn. Eklund och Bergström hade 1992 medverkat i succéfilmen Änglagård, vilken var Eklunds genombrottsfilm.
Filmen hade premiär den 27 september 1993 i Göteborg, Stockholm och Malmö. Den 25 oktober 1997 visades den i Sveriges Televisions kanal SVT2.

## Priser och utmärkelser
| År   | Pris                    | Kommentar                                                                  |
| ---- | ----------------------- | -------------------------------------------------------------------------- |
| 1994 | Guldbaggen              | Clas Lindberg för bästa regi, även nominerad i kategorin bästa film        |
| 1994 | Guldbaggen              | Helena Bergström för bästa skådespelerska i Pariserhjulet och Sista dansen |
| 1995 | Filmfestivalen i Cannes | Publikpriset 8e Rencontres Cinématographiques                              |
| 1995 | Rouens filmfestival     | Ungdomspriset, kritikerpriset och publikpriset                             |